# Интранья
Интранья (итал. Intragna) — коммуна в Италии, располагается в регионе Пьемонт, в провинции Вербано-Кузьо-Оссола.
Население составляет 111 человек (31-8-2017), плотность населения составляет 12 чел./км². Занимает площадь 9,92 км². Почтовый индекс — 28050. Телефонный код — 0323.
Покровителем коммуны почитается святой апостол Иаков Старший, празднование 25 июля.

## Демография
Динамика населения:

## Администрация коммуны
- Официальный сайт:

## Примечание
1. ↑  Statistiche demografiche ISTAT. demo.istat.it. Дата обращения: 9 декабря 2019. Архивировано из оригинала 16 июля 2018 года.